# Дзини, Джованни
Джованни Дзини (итал. Pietro Giovanni Zini, 1 июля 1894, Падерно-Понкьелли — 2 августа 1915, Чивидале-дель-Фриули) — итальянский футболист, выступавший на позиции голкипера. Всю карьеру провел в клубе «Кремонезе».

## Жизнь и карьера
Появился на свет 1 июля 1894 года в городе Падерно-Понкьелли. Дебютировал за основной состав «Кремонезе» в 1913 году, когда клуб выступал во втором дивизионе любительского первенства Ломбардии. Его игра в том сезоне помогла команде одержать победу во второй по силе лиге и выйти в высший региональный дивизион. В 1915 году Дзини покинул коллектив, поскольку был призван в армию из-за Первой мировой войны.
Суммарно он успел провести за «Кремонезе» 19 матчей, в которых пропустил 35 голов. На фронте служил носильщиком. Скончался 2 августа 1915 года в городе Чивидале-дель-Фриули после заражения брюшным тифом.

## Память
С 1929 года имя Дзини присвоено домашнему стадиону «Кремонезе».